# Christian Rasmussen (Fußballspieler)
Christian Theodor Kjelder Rasmussen (* 19. Januar 2003 in Lyngby) ist ein dänischer Fußballspieler. Er steht seit Juli 2025 bei Fortuna Düsseldorf unter Vertrag und ist dänischer Nachwuchsnationalspieler.

## Karriere

### Verein
Christian Rasmussen schloss sich als U12-Spieler dem Farum BK an, einem Partnerverein des FC Nordsjælland. Im Sommer 2019 wechselte er in die Niederlande in die Jugendakademie von Ajax Amsterdam. Rasmussen erhielt einen Ausbildungsvertrag mit einer Laufzeit bis zum 30. Juni 2022. Sein erstes Spiel für die zweite Mannschaft in der zweiten niederländischen Liga absolvierte er am 30. August 2020 beim 0:4 im Heimspiel am ersten Spieltag gegen Roda JC Kerkrade.
Seit Juli 2025 steht er bei Fortuna Düsseldorf unter Vertrag.

### Nationalmannschaft
Von 2018 bis 2019 absolvierte Christian Rasmussen sieben Spiele für die dänische U16-Nationalmannschaft und schoss dabei drei Tore. Von 2019 bis 2020 lief er für die U17-Auswahl auf und erzielte zwei Treffer. Seit 2020 war Rasmussen Teil des Kaders der U19-Junioren, bevor er am 16. Juni 2023 sein Debüt in der U21-Mannschaft gab.